# Rosolina

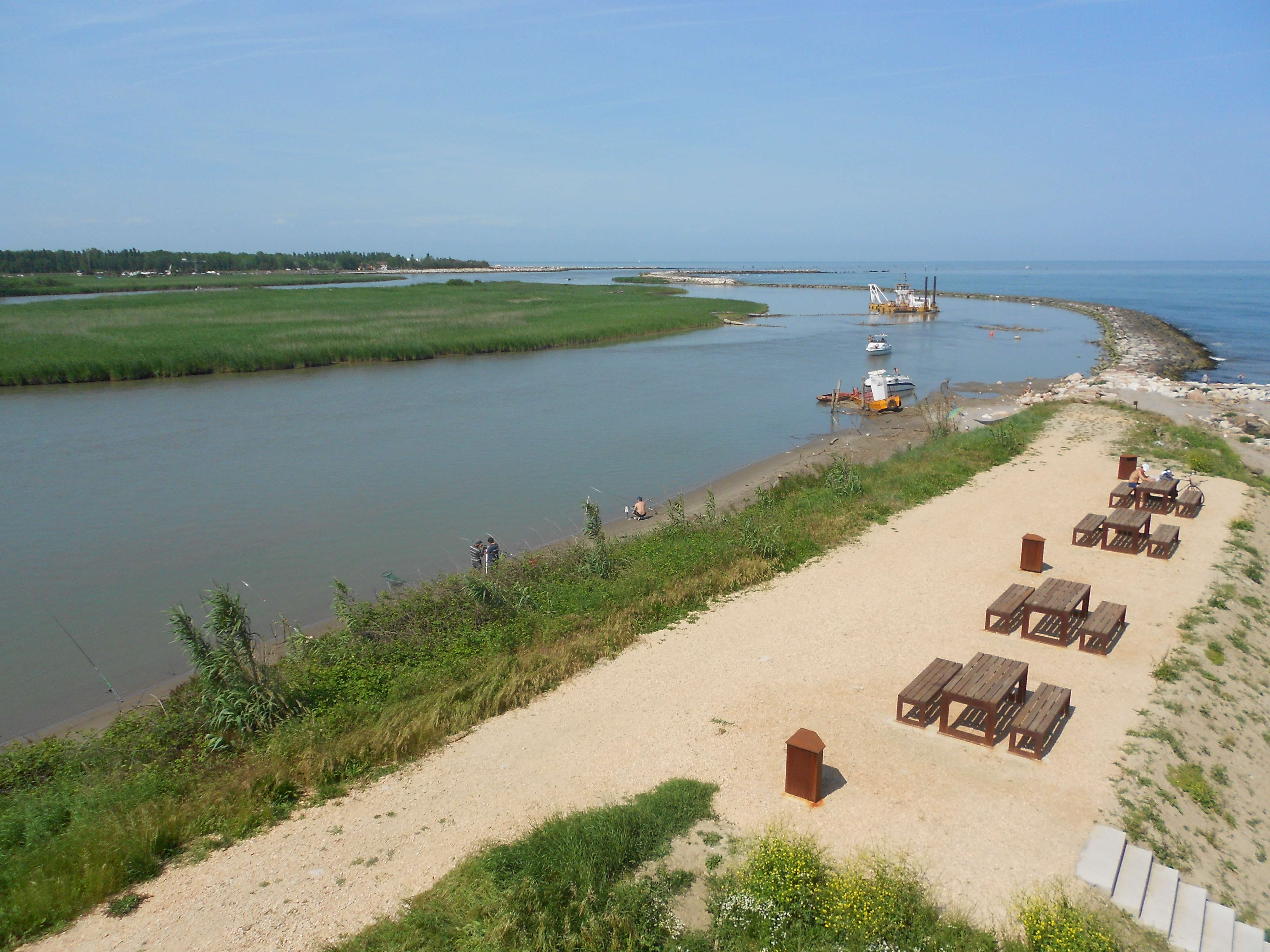
La foce dell'Adige a Rosolina Mare

Rosolina (Roxołina in veneto) è un comune italiano di 6 163 abitanti della provincia di Rovigo in Veneto.

## Geografia fisica

### Territorio
Si trova nel delta del Po, a 40 km da Rovigo, 65 km da Venezia e 55 km da Padova.

## Storia
Il toponimo è forse un adattamento dialettale di roggia, cioè "piccolo canale, fosso".
Il territorio di Rosolina si estende sulle mutevoli foci del Po e presenta quindi parti più antiche e parti di recente formazione. Lungo il quarto cordone di dune che formano il delta, quello risalente all'epoca etrusco-romana, transitava una strada che, come testimoniato dalla Tavola Peutingeriana, si divideva dalla via Popilia all'altezza di Ariano nel Polesine, per poi raggiungere Altino dopo aver toccato la mansio Fossis presso l'Adige.
In seguito alla rotta di Ficarolo (seconda metà del XII secolo), il Po si divise in due rami principali di cui uno, detto Po delle Fornaci, andò a sfociare proprio in corrispondenza dell'odierna Rosolina. Il conseguente avanzamento della costa portò alla formazione dell'attuale territorio. In seguito, il Po delle Fornaci si divise ulteriormente, dando origine al Po di Tramontana (la cui bocca principale arrivò a sfociare nell'attuale piazza San Giorgio a Rosolina Mare), al Po di Levante (che è l'attuale asta fluviale ora declassata a canale) e al Po di Scirocco (successivamente interratosi). Alternativamente erano sbocchi principale nel mar Adriatico.
Nella seconda metà del XVI secolo il Po di Tramontana minacciava di interrare la laguna e danneggiare i porti veneziani di Chioggia e Venezia. Fu così che dal 1600 al 1604 si procedette al taglio di Porto Viro, che deviò il Po a Sud, nella sacca di Goro. Ciononostante il ramo di Tramontana era ancora minaccioso per la laguna, per cui fu intestato nel 1612. Negli anni successivi, senza afflusso d'acqua fluviale, la bocca si ostruì e, da allora, la località divenne la Boccavecchia. Per favorire l'afflusso di acque esclusivamente nel nuovo taglio, dopo averla decretata nel 1625, si procedette con l'intestatura anche del Po di Levante nel 1648. Fu così che nei secoli successivi il Delta del Po si formò con l'attuale forma triangolare.  I nuovi lembi di territorio che si formarono nella parte est di Rosolina furono assegnati a famiglie benestanti e del patriziato veneto che ne organizzarono sfruttamento agricolo e valliivo. La toponomastica cittadina ricorda molte di queste famiglie: Ca' Diedo, Ca' Morosini, Moceniga, e le valli Veniera, Sagreda, Centona,e Capitania.
Dopo secoli di aggregazione a Loreo, nel 1806 Rosolina divenne autonoma come comune del napoleonico Regno d'Italia. Nel 1811 fu riaggregata a Loreo e nuovamente resa autonoma con l'arrivo degli Austriaci nel 1816. Da sempre in provincia di Venezia, nel 1851 fu aggregata alla provincia di Rovigo e nel 1866, con il Veneto, fu annessa all'Italia. Tornò ad essere frazione di Loreo dal 1929 al 1947. Dal 1º gennaio 1948 è comune indipendente.

### Simboli
Lo stemma e il gonfalone di Rosolina sono stati concessi con decreto del presidente della Repubblica del 20 febbraio 1962 e modificati con il DPR del 14 luglio 2020 in occasione della concessione degli ornamenti da Città.
Lo stemma del 1962 era d'argento, alla banda di rosso; quello attuale mantiene la banda, diminuita, a cui si aggiunge una composizione naturalistica che richiama la terra e il mare con riferimenti alla località balneare e al tipico albero delle coste italiane.
Il gonfalone è un drappo partito di rosso e di bianco.

## Monumenti e luoghi d'interesse
- Antica chiesa di Sant'Antonio da Padova
- Chiesa di Sant'Antonio
- Villaggio Norge Polesine, inaugurato nel 1953, con stele dello scultore Virgilio Milani[9]

### Aree naturali
Nel territorio di Rosolina, in località Rosolina Mare, si trova il giardino botanico litoraneo di Porto Caleri, un'area naturalistica di 23 ettari gestita dal servizio forestale regionale di Padova e Rovigo con la collaborazione dell'Università degli Studi di Padova.

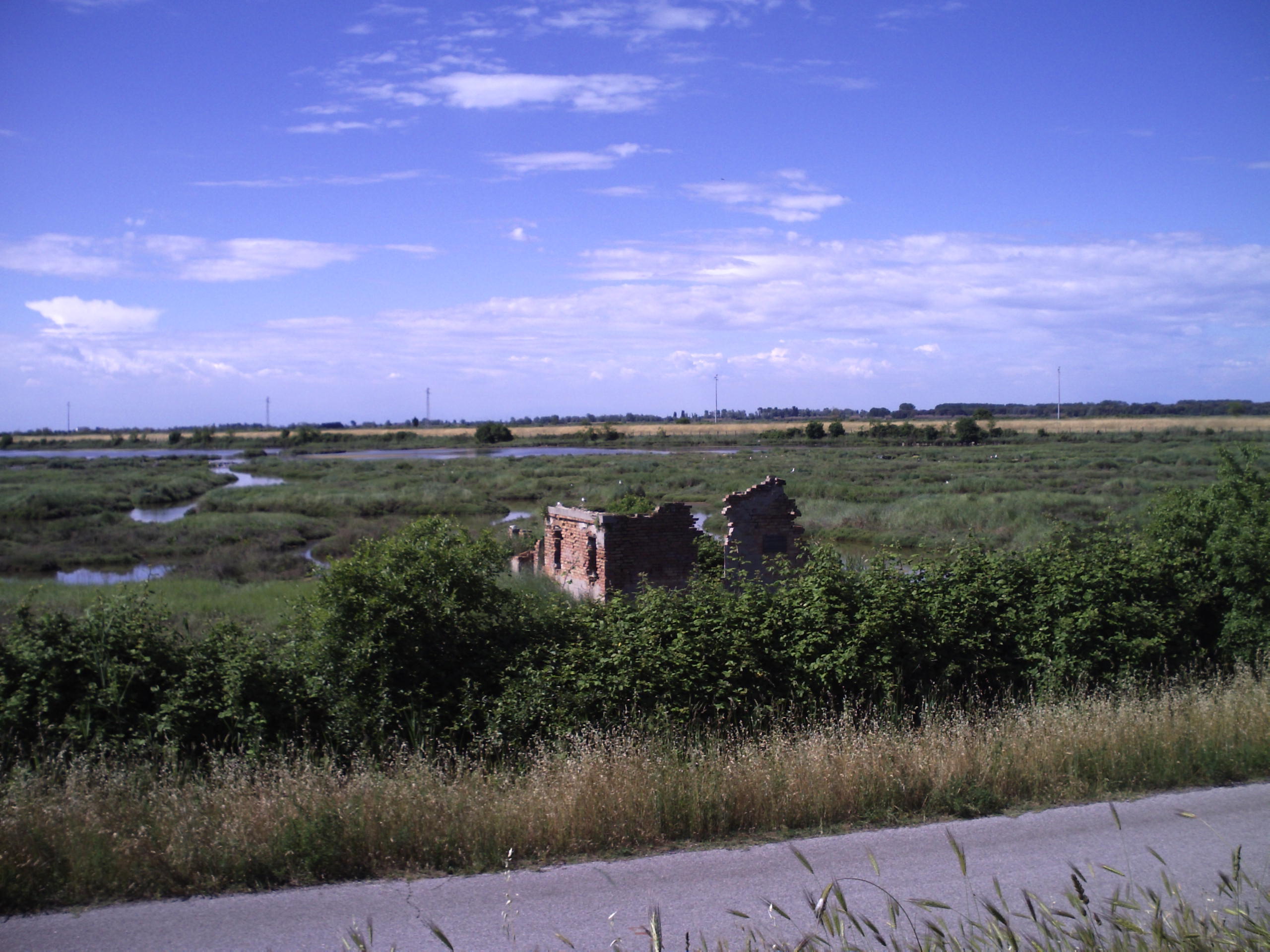
Paesaggio del comune nei pressi della frazione di Rosolina Mare

A Rosolina Mare sfocia l'Adige.

## Società

### Evoluzione demografica
Abitanti censiti

## Economia
L'economia è basata sull'agricoltura e pesca, e principalmente sul turismo, il quale si concentra nella frazione di Rosolina Mare, centro turistico di rilevante importanza in tutto il Veneto, e nell'Isola di Albarella, collegata alla terraferma da una striscia di terra di 12 km solcata da una strada e un ponte mobile.
Di grande rilevanza è anche la pesca, nel dedalo di valli, lagune e stagni.
L'isola di Albarella è interamente turistica e si estende per 5 km di lunghezza e 1,5 di larghezza. Curioso è il fatto che il mezzo principale di trasporto sia la bicicletta, infatti l'isola è interamente a traffico limitato. Appena arrivati sull'isola c'è un porto turistico in grado di ospitare fino a 500 imbarcazioni.

## Infrastrutture e trasporti

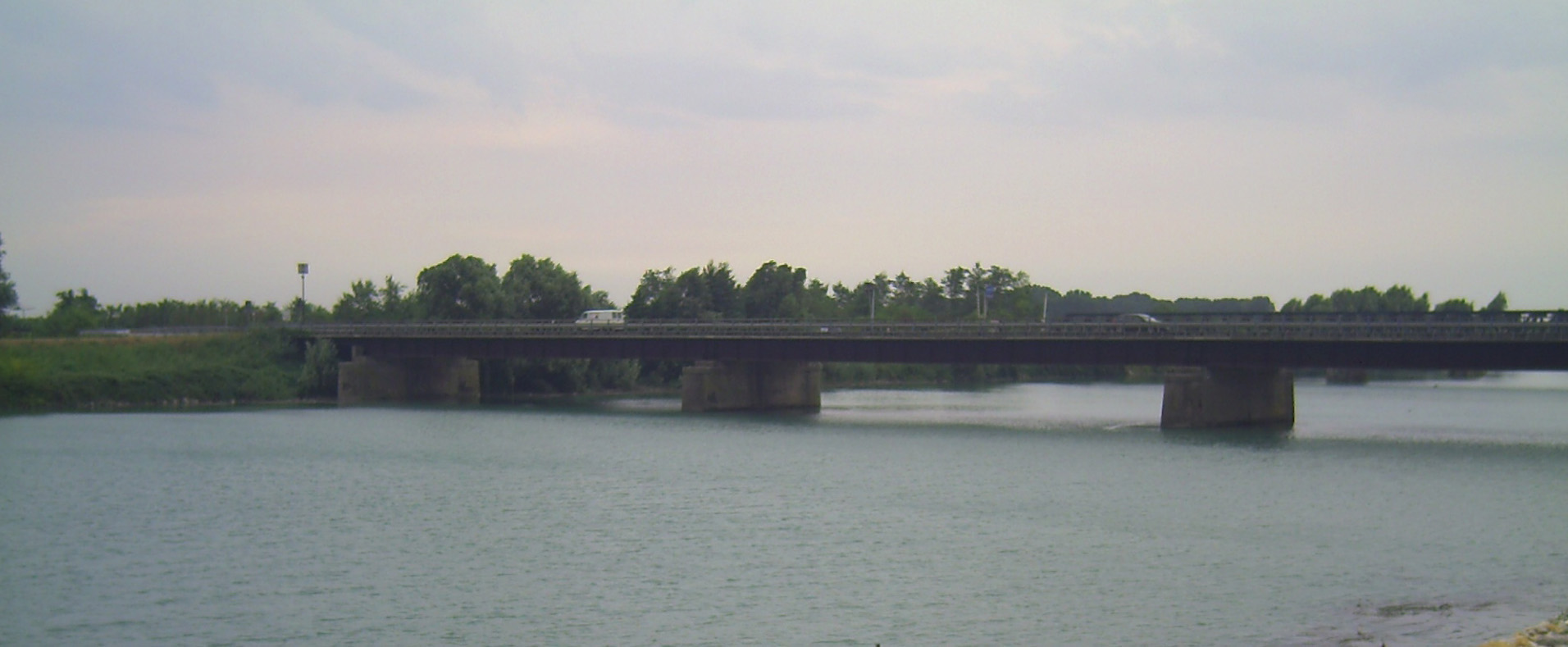
Il ponte sull'Adige che collega il comune di Rosolina a quello di Chioggia

Rosolina è collegata col comune di Chioggia tramite il servizio urbano di Chioggia garantito da ACTV.
Inoltre è collegata a mezzo ferrovia con Loreo, Adria, Rovigo e Chioggia.

## Amministrazione

### Amministrazione
| Periodo | Periodo   | Primo cittadino  | Partito                            | Carica  | Note |
| ------- | --------- | ---------------- | ---------------------------------- | ------- | ---- |
| 1995    | 1999      | Daniele Grossato | Lista Civica                       | Sindaco |      |
| 1999    | 2001      | Daniele Grossato | Lista Civica (Centro-sinistra)     | Sindaco |      |
| 2001    | 2006      | Luciano Mengoli  | Lista Civica (Centro-destra)       | Sindaco |      |
| 2006    | 2011      | Luciano Mengoli  | Lista Civica (Centro-destra)       | Sindaco |      |
| 2011    | 2016      | Franco Vitale    | Lista Civica "Rosolina che cambia" | Sindaco |      |
| 2016    | 2021      | Franco Vitale    | Lista Civica "Rosolina che cambia" | Sindaco |      |
| 2021    | in carica | Michele Grossato | Lista Civica "SI Amo Rosolina"     | Sindaco |      |

### Gemellaggi
- Taicang[senza fonte]
- Mosbach, dal 18 giugno 2016[senza fonte]